# Frederick Eden (6e baron Auckland)
Pour les articles homonymes, voir Eden.
Frederick Colvin George Eden, 6e baron Auckland, né à Chelsea (quartier de Londres) le 21 février 1895 et mort à Londres le 16 avril 1941,, est un noble et militaire britannique.

## Biographie
Le titre de baron Auckland de la pairie d'Irlande est créé en 1789 pour le juriste et député William Eden, alors secrétaire en chef pour l'Irlande. En 1793 il est fait également baron Auckland de la pairie de Grande-Bretagne, ce qui lui confère un siège à la Chambre des lords. Frederick Eden est le deuxième et dernier fils et enfant de William Eden, le 5e baron. Son frère aîné William, lieutenant dans le régiment d'infanterie le King's Royal Rifle Corps, est tué au combat en 1915 durant la Première Guerre mondiale, à l'âge de 22 ans,.
Frederick Eden est éduqué à Malvern College (en), public school dans le Worcestershire. Il étudie ensuite à l'École des mines de Camborne (en), en Cornouailles. En octobre 1912, il rejoint le Royal Flying Corps, corps aérien de l'Armée britannique, peu après sa création. C'est à New York qu'il apprend ensuite à piloter, obtenant en 1915 son certificat d'aviateur. Il est brièvement pilote dans les forces armées britanniques durant la Première Guerre mondiale, puis y devient formateur,,.
En juin 1917 il épouse l'Américaine Susan Hartridge, dont il aura une fille l'année suivante et dont il divorcera en 1925. Le mois suivant, à la mort de son père en juillet 1917, il hérite du titre de baron Auckland et d'un siège à la Chambre des lords. Il n'y prononce toutefois son premier discours qu'en mars 1930, pour soutenir une proposition d'amendement à une loi de 1925 sur l'utilisation d'animaux dans les cirques et autres divertissements publics. Le baron dénonce les conditions de détention déplorables et les actes de brutalité que subissent souvent ces animaux, et affirme : « Je maintiens qu'il est possible de former la plupart des animaux par gentillesse, et par gentillesse seule. [...] Ils sont nos amis et nos compagnons, et je pense que nous devrions leur donner autant de confort que possible ». L'amendement vise à interdire l'utilisation de grands singes, ainsi que de lions et d'autres grands carnivores, dans les industries du spectacle,,.
En avril 1939 il épouse Constance Hart-Faure, de nationalité américaine comme sa première épouse. Le couple n'aura pas d'enfant. Réserviste dans la Royal Air Force avec le grade de flight lieutenant, le baron Auckland est posté à Paris en 1940 comme assistant auprès de l'attaché de l'air à l'ambassade britannique, jusqu'à la reddition de la France en juin. Frederick Eden est tué par un bombardement allemand sur Londres dans la nuit du 16 avril 1941, durant le Blitz. Il est inhumé au cimetière militaire de Brookwood, et est l'un des cinquante-six parlementaires britanniques morts à la Seconde Guerre mondiale et commémorés par un vitrail au palais de Westminster. Son cousin Geoffrey, vétéran des deux guerres mondiales, hérite de son titre de baron,,,.